# Траберт, Беттина
Беттина Траберт (нем. Bettina Trabert; род. 4 марта 1969, Оттава) — немецкая шахматистка, гроссмейстер среди женщин (2000).
В составе сборных ФРГ и Германии участница 5-и Олимпиад (1986—1990, 1996, 2000) и 2-х командных чемпионатов Европы (1997, 2005).

## Изменения рейтинга
| Графики недоступны из-за технических проблем. См. информацию на Фабрикаторе и на mediawiki.org. |